# كيايا ناكانو
كيايا ناكانو (باليابانية: 中野 圭) (21 يناير 1988 في ماتسوياما في اليابان – )؛ هو لاعب كرة قدم ياباني سابق كان يلعب كمدافع.

## وصلات خارجية
- كيايا ناكانو على موقع رابطة كرة القدم اليابانية للمحترفين (اليابانية)
- كيايا ناكانو على موقع قاعدة بيانات كرة القدم.إي يو (الإنجليزية)
- كيايا ناكانو على موقع Soccerway.com (الإنجليزية)
- كيايا ناكانو على موقع عالم كرة القدم.نت (الإنجليزية)
- كيايا ناكانو على موقع كووورة